# تقویت‌کننده تصویر پرتو ایکس
تقویت‌کننده تصویر پرتو ایکس (به انگلیسی: X-ray image intensifier) تقویت‌کننده‌ای است که پرتو ایکس را به نور مرئی با شدت بالاتر از صفحه نمایش‌های فلورسنت تبدیل می‌کند. چنین تقویت کننده‌هایی در سیستم‌های تصویربرداری پرتو ایکس (مانند فلوئوروسکوپ‌ها) استفاده می‌شود تا بتواند اشعه ایکس با شدت کم را به یک خروجی نور مرئی تبدیل کند. این دستگاه دارای قسمت‌های زیر می‌باشد: یک پنجره ورودی با جذب / پراکندگی کم، (معمولاً آلومینیوم)، صفحه فلورسنت ورودی، فوتوکاتد، اپتیک الکترونی، صفحه فلورسنت خروجی و پنجره خروجی. این قطعات همگی در محفظه شیشه‌ای در محیط خلاء قرار گرفته‌اند البته اخیراً از محفظه‌هایی از جنس فلز/سرامیک نیز استفاده شده‌است. به دلیل اثر تقویت‌کنندگی، بیننده امکان می‌یابد که نسبت به استفاده تنها از صفحه نمایش‌های فلورسنت که تصاویر ضعیف ایجاد می‌کنند، آسان‌تر ساختار بافتی که مورد تصویربرداری قرار گرفته را ببیند. یک تقویت‌کننده تصویر پرتو ایکس (XRII) نیاز به دوزهای جذبی پایین‌تر دارد که علت این امر، تبدیل مؤثر تر پرتو ایکس به نور مرئی است. این دستگاه در ابتدا در سال ۱۹۴۸ معرفی شد. 

## عملکرد

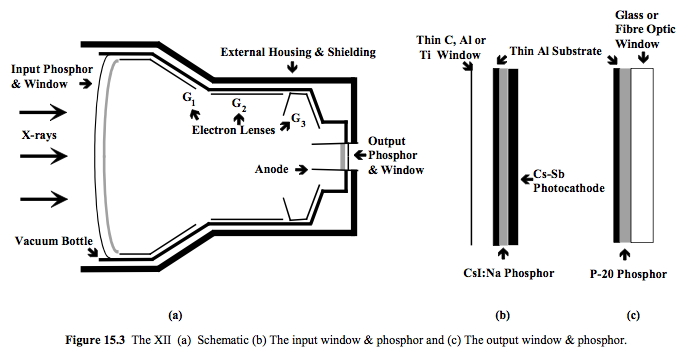
طرح یک تقویت کننده تصویر اشعه ایکس

عملکرد کلی یک تقویت‌کننده تصویر این است که فوتون‌های اشعه ایکس تابیده شده را به فوتون‌های نوری تبدیل کند، به نحوی که از شدت کافی برای ارائه یک تصویر قابل مشاهده برخوردار باشند. این مورد در چند مرحله اتفاق می‌افتد. اولین قدم تبدیل فوتون‌های اشعه ایکس به فوتون‌های نوری توسط فسفر ورودی است. سزیم یدید فعال شده با سدیم معمولاً به دلیل بازده تبدیل بالایی که دارد به این منظور مورد استفاده قرار می‌گیرد. این ماده بازده بالای خود را مدیون عدد اتمی و ضریب تضعیف جرمی اش می‌باشد.  سپس فوتون‌های نور با استفاده از فوتوکاتدها به الکترون تبدیل می‌شوند. اختلاف پتانسیلی (۲۵–۳۵ کیلووات) ایجاد شده بین آند و فوتوکاتودها، باعث شتاب‌گیری این فوتوالکترون‌ها می‌شود در حالیکه لنزهای الکترونی پرتو را به اندازه پنجره خروجی متمرکز می‌کنند. پنجره خروجی معمولاً از روی-کادمیوم سولفید فعال شده با نقره ساخته شده و الکترون‌های تابیده شده را مجدداً به فوتون‌های نور مرئی تبدیل می‌کند. در فسفرهای ورودی و خروجی، تعداد فوتون‌ها در چندین هزار ضرب می‌شود، بنابرین یک بهره روشنایی بزرگ خواهیم داشت. این بهره باعث می‌شود که تقویت کننده‌های تصویر نسبت به اشعه ایکس بسیار حساس شوند، به طوری که می‌توان از دوزهای نسبتاً کم برای پروسه‌های فلوئوروسکوپی استفاده کرد.

## تاریخچه
تقویت‌کننده تصویر اشعه ایکس در اوایل دهه ۱۹۵۰ در دسترس قرار گرفت و از طریق یک میکروسکوپ مشاهده شد. مشاهده خروجی تا قبل از سازگاری سیستم‌های تلویزیون در دهه ۱۹۶۰ از طریق آینه‌ها و سیستم‌های نوری انجام می‌شد. علاوه بر این، خروجی توانست بر روی سیستم‌های با یک دوربین فیلمبرداری ۱۰۰ میلی‌متری با استفاده از خروجی‌های پالس از یک لوله اشعه ایکس شبیه به نوردهی رادیوگرافی نرمال ضبط شود. این تفاوت بین تقویت‌کننده تصویر بود و نه کاست صفحه فیلم، که تصویری را برای ضبط ارائه فیلم داد. ابعاد صفحه نمایش ورودی می‌تواند از ۱۵ تا ۵۷ سانتی‌متر باشد، که ۲۳ سانتی‌متر، ۳۳ سانتی‌متر و ۴۰ سانتی‌متر در میان رایج‌ترین ابعاد آن است. در هر تقویت‌کننده تصویر، سایز میدان واقعی را می‌توان با استفاده از ولتاژ اعمال شده به اپتیک الکترونی داخلی تغییر داد تا بتوان به بزرگنمایی دلخواه و کاهش سایز مشاهده دست یافت. به عنوان مثال، مدل ۲۳ سانتی‌متر ای که معمولاً در کاربردهای قلب استفاده می‌شود را می‌توان به قالب ۲۳، ۱۷ و ۱۳ سانتی‌متر تنظیم کرد. از آنجا که صفحه نمایش خروجی دراندازه ثابت باقی می‌ماند، به نظر می‌رسد که خروجی تصویر ورودی را بزرگ کرده‌است.
دیجیتال سازی با سرعت بالا با سیگنال ویدئویی آنالوگ در اواسط دهه ۱۹۷۰ صورت گرفت و فلوئوروسکوپی پالسی در اواسط دهه ۱۹۸۰، با استفاده از تیوب‌های اشعه ایکس با دوز کم و سرعت سوییتچینگ بالا تهیه شد. در اواخر دهه نود، تقویت کننده‌های تصویر در دستگاه‌های فلوئوروسکوپی، با آشکارسازهای صفحه مسطح (FPD) جایگزین شدند که موجب افزایش قدرت رقابت این تقویت کننده‌های تصویر شد. 

## استفاده‌های کلینیکی
دستگاه‌های فلوروسکوپی موبایل "C-arm "اغلب تحت عنوان تقویت کننده تصویر یا (IIs) شناخته می‌شوند با این حال اگر بخواهیم به‌طور دقیق بیان کنیم، تشدید کننده تصویر تنها یک بخش از دستگاه (یعنی آشکارساز) است. فلورسکوپی، با استفاده از یک دستگاه اشعه ایکس با یک تقویت کننده تصویر، در بسیاری از زمینه‌های پزشکی کاربرد دارد. فلورسکوپی اجازه می‌دهد تصاویر زنده را مشاهده کنید به طوری که جراحی هدایت شده با تصویر را امکان‌پذیر می‌کند. استفاده‌های معمول شامل ارتوپدی، گوارش و قلب و عروق است.  و استفاده‌های غیر متداول تر می‌تواند شامل دندانپزشکی باشد.

## پیکربندی

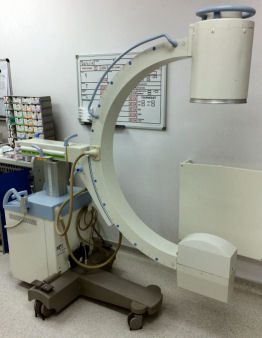
بازوی C یک دستگاه اشعه ایکس موبایل (قابل حمل) که حاوی یک تقویت کننده تصویر است (بالای صفحه)

یک سیستم شامل تقویت‌کننده تصویر می‌تواند به عنوان یک قطعه ثابت از تجهیزات در یک اتاق مشاهده اختصاصی یا به عنوان تجهیزات قابل حمل و همراه برای استفاده در اتاق عمل استفاده شود. واحد فلوروسکوپی همراه (موبایل) عموماً شامل دو واحد است: ژنراتور اشعه ایکس و آشکارساز تصویر (II) روی یک C-arm متحرک و یک واحد جداگانه کاری که برای ذخیره و دستکاری تصاویر استفاده می‌شود. 
بیمار معمولاً بر روی یک تخت پرتوگذران و در بین دو بازو (arm) قرار می‌گیرد. سیستم‌های ثابت می‌توانند دارای بازو c نصب شده روی یک حائل سقفی باشند که دارای یک ناحیه کنترل مجزا است. اکثر سیستم‌هایی که به عنوان c-arm شناسایی می‌شوند، می‌توانند دارای تقویت‌کننده تصویر ای باشند که بالاتر یا در زیر بیمار قرار بگیرد (تیوب اشعه ایکس به ترتیب زیر یا بالاتر قرار می‌گیرد)، اگر چه برخی از دستگاه‌های ایستا در سیستم‌های اتاق ممکن است دارای محل قرارگیری ثابت باشند.  از دیدگاه حفاظت از تابش، عملیات زیرنیمکت ای (تیوب اشعه ایکس)، ترجیح داده می‌شود زیرا میزان پراکندگی تابش را در اپراتورها و افرادی که محیط تصویر برداری کار می‌کنند، کاهش می‌دهد.  همچنین c-armهای کوچکتر و قابل حمل نیز در دسترس هستند، که عمدتاً برای تصویر برداری از دست و پاها استفاده می‌شود، به عنوان مثال می‌توان به جراحی‌های کوچک دست اشاره کرد.

### آشکارسازهای صفحه تخت
آشکارسازهای تخت یک جایگزین برای تقویت کننده‌های تصویر هستند. مزایای استفاده از این تکنولوژی عبارتند از: کاهش دوز بیمار و افزایش کیفیت تصویر، زیرا اشعه ایکس همیشه پالس شده‌است و در طول زمان کیفیت تصویر با زوال روبرو نیست. آشکارسازهای صفحه تخت (ِّFPD) هزینه ای بالاتر از سیستم‌های II / TV دارند اما تغییرات قابل توجه در اندازه فیزیکی و دسترسی بیماران به آن ارزش این هزینه اضافه را دارد، به ویژه هنگامی که با کودکان بیمار در ارتباط باشیم.

### مقایسه ویژگی‌های سیستم‌های II / TV و FPD
| ویژگی                 | صفحه تخت دیجیتال           | II/TV عادی                           |
| محدوده دینامیکی       | گسترده، حدود 5000: 1       | محدود شده توسط تلویزیون، حدود 500: 1 |
| اعوجاج هندسی          | ندارد                      | تحریف S                              |
| اندازه آشکارساز (فله) | پروفایل نازک               | بزرگ، یسیار قابل توجه با FOV بزرگ    |
| منطقه تصویر FOV       | 41 سانتی‌متر ۴۱ سانتیمتر    | قطر ۴۰ سانتی‌متر (۲۵٪ مساحت کمتر)     |
| کیفیت تصویر           | بهتر به ازای دوزهای بالاتر | بهتر در دوزهای پایین‌تر               |